# Teatro Lope de Vega (Sevilla)
El teatro Lope de Vega de Sevilla (Andalucía, España) es encontrado en un edificio neobarroco de 1929.
El inmueble tiene también un "Gran Salón de Fiestas" con varias dependencias, conocido como Casino de la Exposición. Fue construido para ser el pabellón de Sevilla de la Exposición Iberoamericana.

## Historia

### Teatro de la Exposición

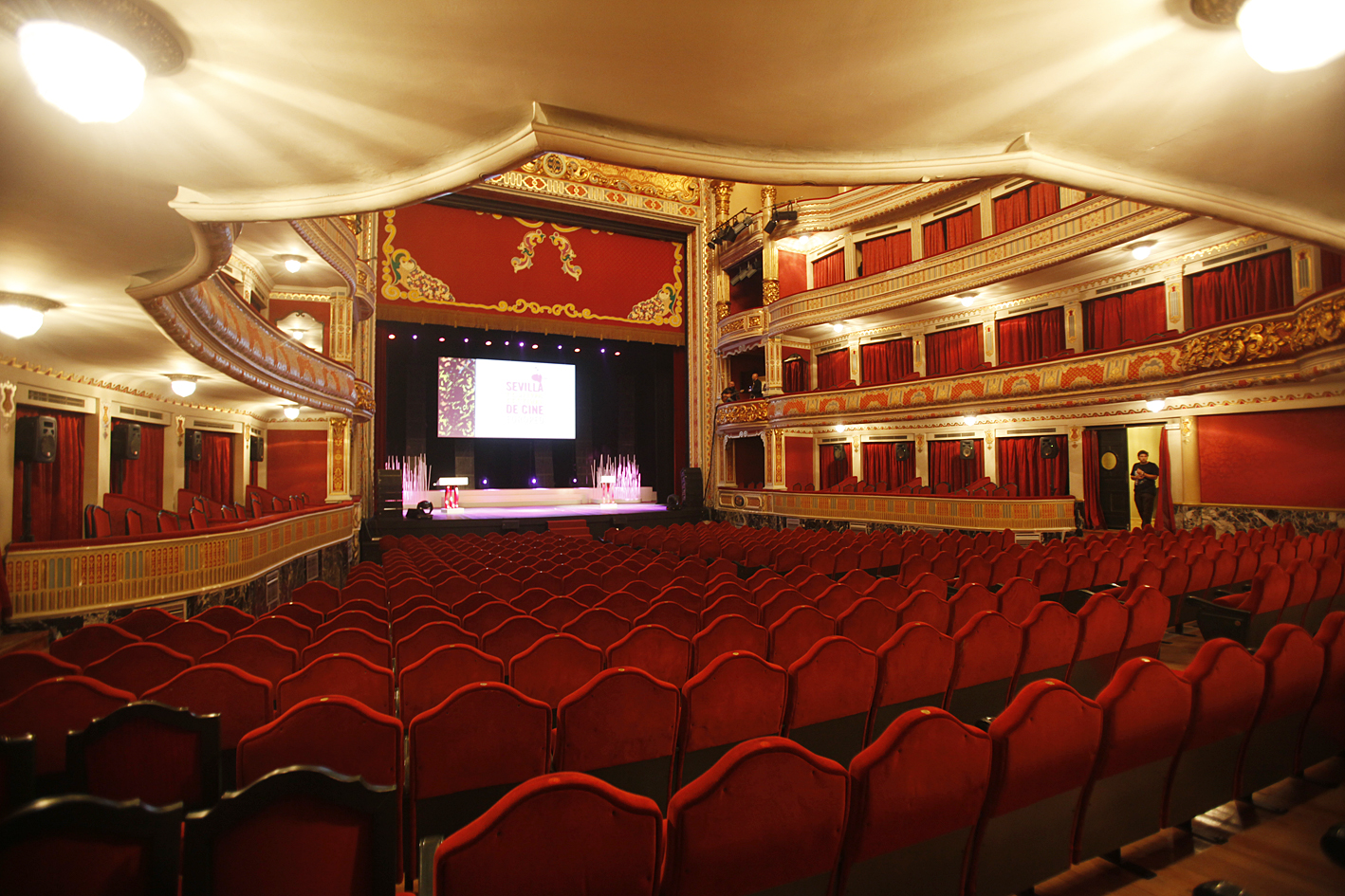
Interior del teatro.

En un primer momento el arquitecto jefe de la muestra, Aníbal González, planteó la realización de un casino. Posteriormente, el arquitecto Vicente Traver planteó la creación de un "teatro-casino", como los que ya había en otras ciudades como Baden-Baden, Montecarlo, Niza, Vichy y Evian, donde el juego se conjuga con espectáculos y salas de baile. La parte del Gran Salón de Fiestas, hoy conocida como Casino, tiene forma cuadrada, con varias dependencias y un salón circular central coronado con una cúpula de 18 metros de alto. En la parte occidental de dicha sala se encontraba la dependencia del teatro. Al teatro puede accederse bien desde la parte lateral del edificio o bien desde unas puertas que existen en el Gran Salón de Fiestas. El teatro ocupa una superficie de 4600 m² y puede acoger a 1100 espectadores.
Su arquitectura es neobarroca, siendo el edificio fiel a dicho estilo tanto en el conjunto como en su ornamentación. En su interior cuenta con la caja escénica, el patio de butacas, la platea, los palcos, el anfiteatro y el paraíso.
Fue inaugurado el Sábado de Gloria de 1929 en presencia del alcalde, el director de la exposición y miembros del comité de la muestra. Se representó la comedia El corazón ciego de Gregorio Martínez Sierra. Actuó la prestigiosa actriz Catalina Bárcena. El 11 de octubre se estrenó en este teatro la comedia de los Hermanos Álvarez Quintero Los duendes de Sevilla.
El 28 de octubre de 1929, el teatro recibió la visita de los reyes de España, Alfonso XIII y Victoria Eugenia, quienes asistieron a la zarzuela titulada El huésped del sevillano.

### Teatro Lope de Vega
La exposición finalizó en 1930 y el teatro quedó en manos municipales con el nombre de Teatro de la Exposición. En él se proyectaron películas y acogió obras de teatro. El 11 de abril de 1936 fue bautizado como Teatro Municipal Lope de Vega. Durante la Guerra Civil (1936-1939) se habilita la parte del Casino como hospital y el teatro queda abandonado. Este abandono provoca el desgaste de sus instalaciones.
El 19 de abril de 1977 el teatro fue cedido al Ministerio de Cultura, pasando a llamarse Teatro Nacional Lope de Vega. El teatro volvió a manos del Ayuntamiento en 1985 (año en que acogió el 14.º Festival de la OTI, celebrado el 21 de septiembre), volviendo a ser el Teatro Municipal Lope de Vega. Posteriormente fue restaurado por Víctor Pérez Escolano y re-inaugurado el 10 de octubre de 1987 con la ceremonia de inauguración del Campeonato del Mundo de Ajedrez Sevilla 1987 entre los ajedrecistas soviéticos Anatoli Kárpov y Garri Kasparov, con un concierto de guitarra de Manolo Sanlúcar. Dicho campeonato se disputó íntegramente en el teatro desde el 12 de octubre al 18 de diciembre de 1987. Posteriormente, el 21 de febrero de 1988 tuvo lugar un concierto de la Orquesta Filarmónica de Londres, a la que siguieron en las semanas siguientes cuartetos de jazz, espectáculos de flamenco y otras representaciones. En abril de 1988 la lámpara del ya clausurado teatro Coliseo España fue colocada en el teatro Lope de Vega. La lámpara había sido restaurada por la Compañía Sevillana de Electricidad y en 2015 fue restaurada de nuevo por el Ayuntamiento.
Actualmente ofrece una programación sumamente variada, entre la que podemos encontrar obras de teatro, conciertos de música clásica o antigua (el Festival de Música Antigua más prestigioso de España), teatro, danza, ópera, jazz y flamenco. Sus temporadas tienen más de 180 representaciones por temporada y supera los 100 000 espectadores. Es uno de los espacios culturales más representativos de la ciudad de Sevilla.

## Galería de imágenes

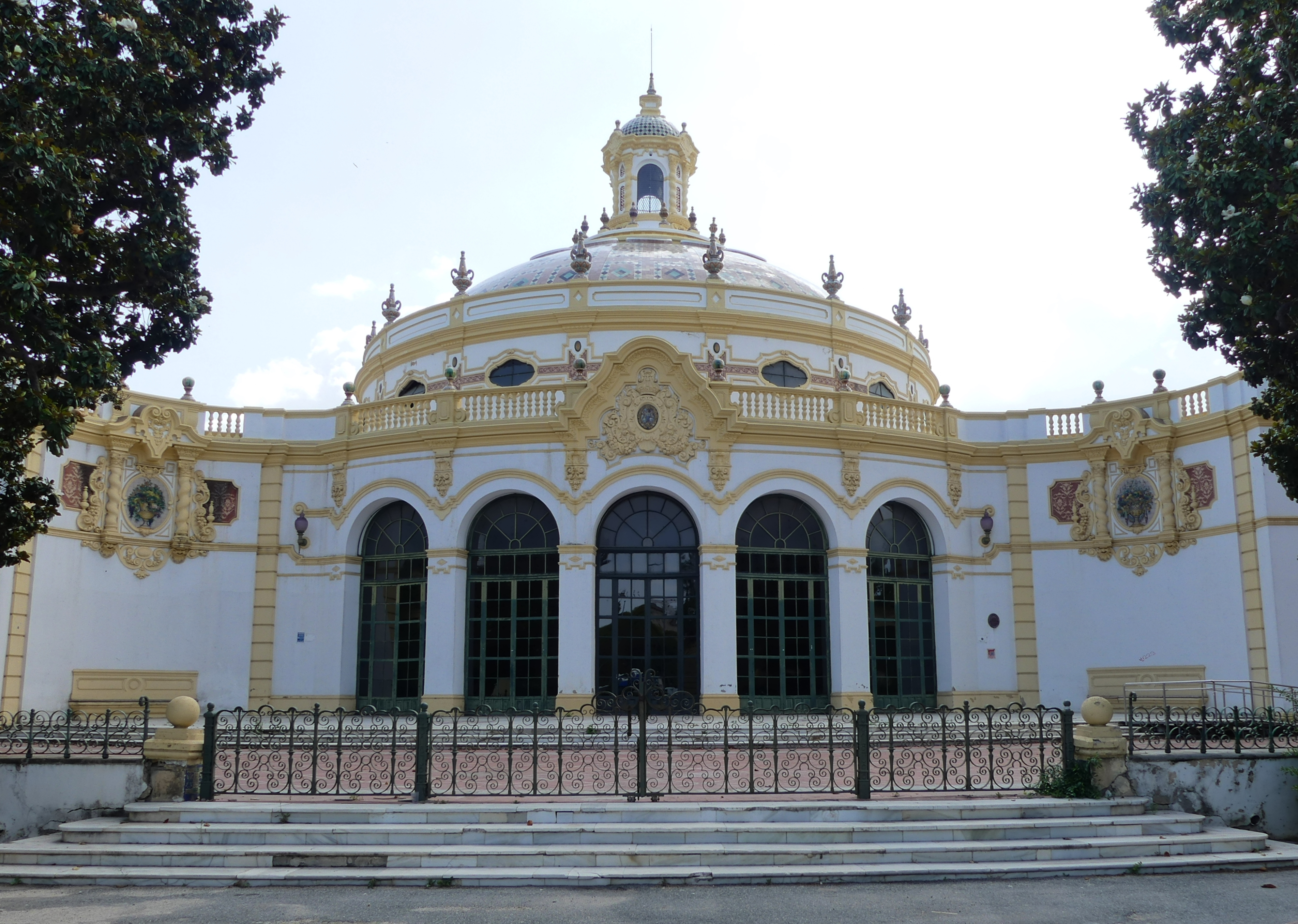
Parte noreste del edificio, conocida como el Casino de la Exposición.
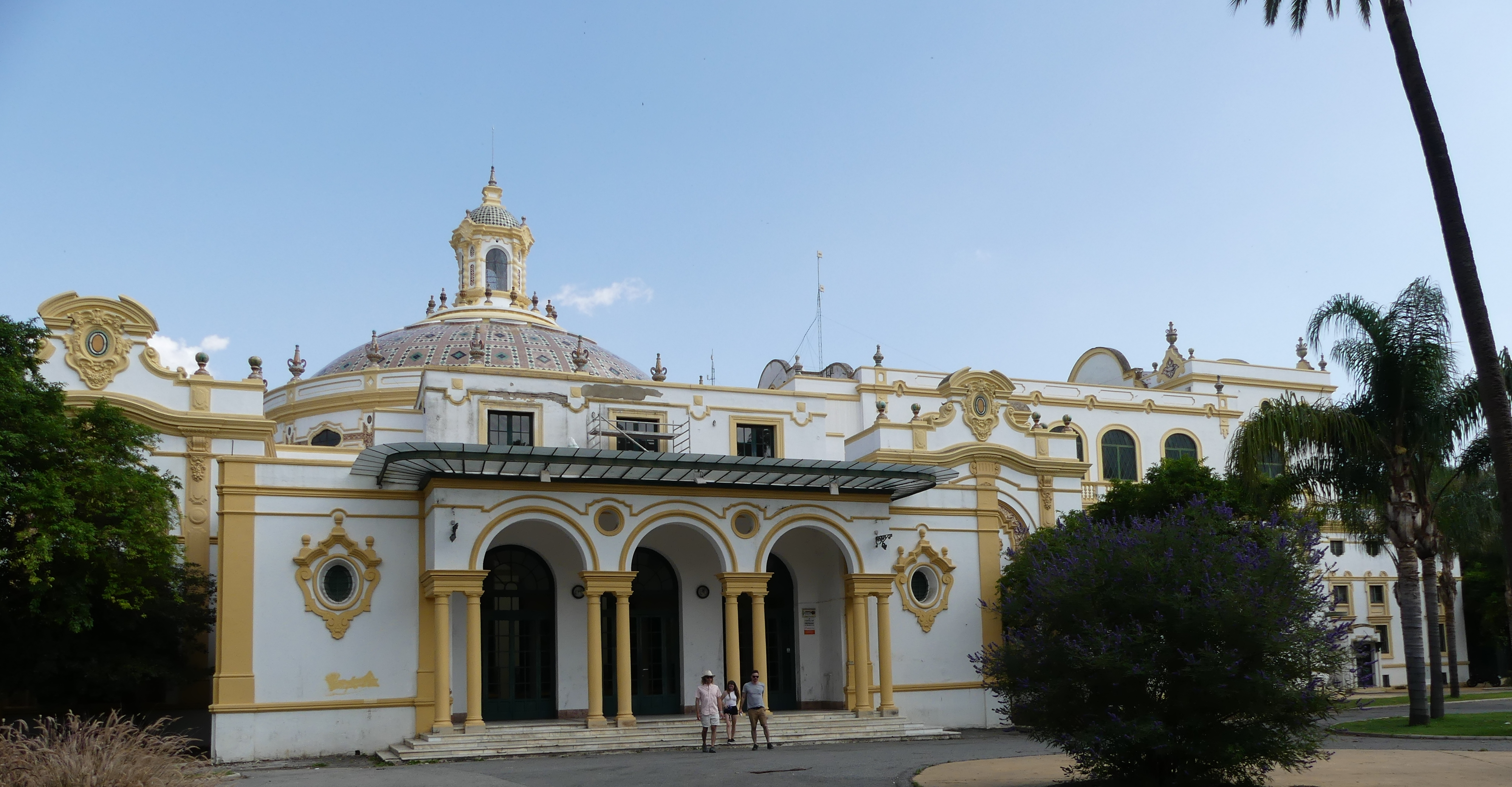
Fachada noroeste del edificio.
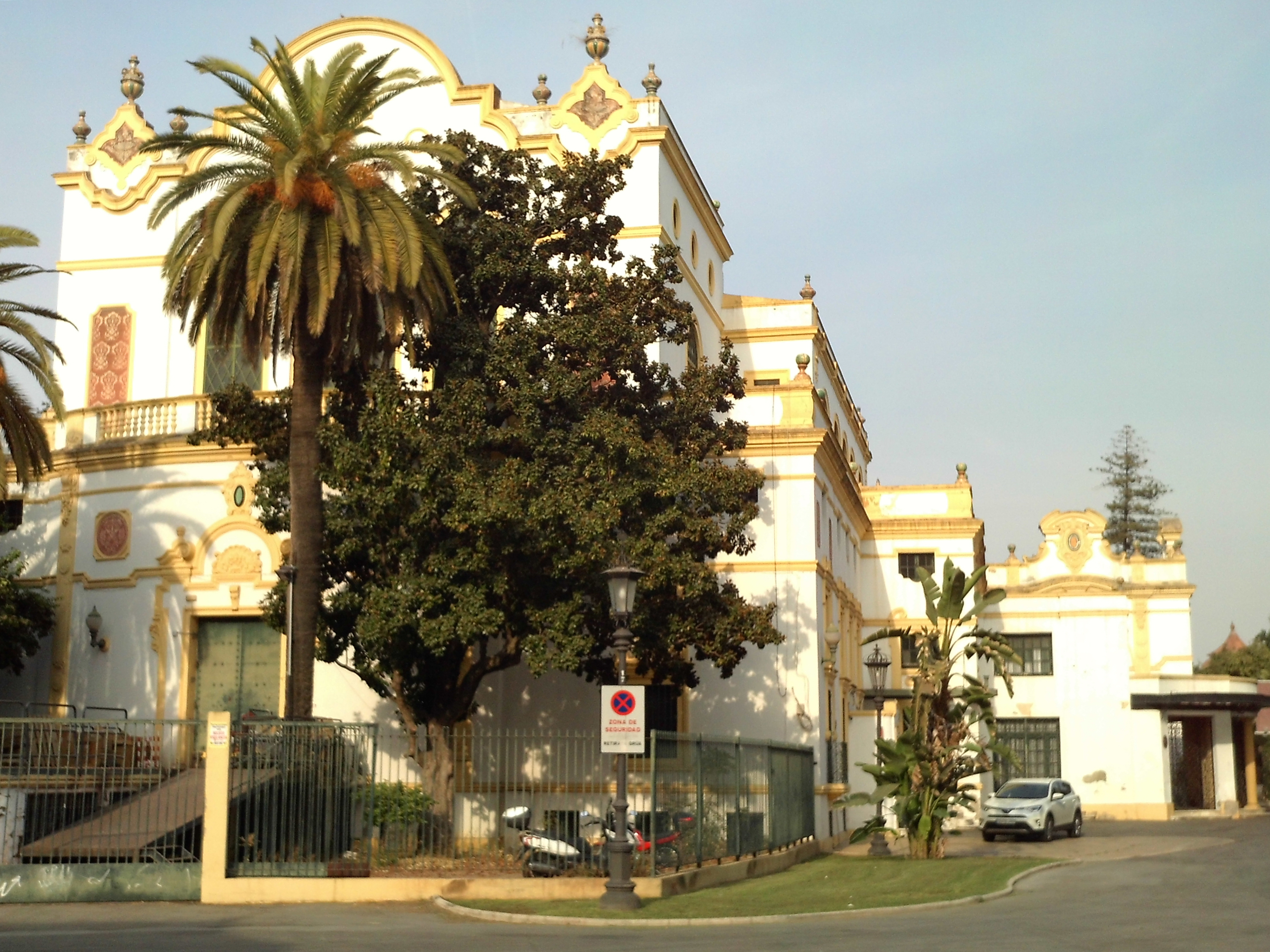
Parte sur, donde se encuentra el teatro.